# CoRoT-1b
CoRoT-1b (tên trước đây là CoRoT-Exo-1b) là một ngoại hành tinh đang quá cảnh nằm cách hệ Mặt Trời khoảng 2.630 năm ánh sáng trong chòm sao Kỳ Lân. Hành tinh này được phát hiện là quay quanh sao lùn vàng CoRoT-1 vào tháng 5 năm 2007. Hành tinh này là phát hiện đầu tiên của nhiệm vụ CoRoT của Pháp.

## Phát hiện
CoRoT-1b được xác định là ứng viên hành tinh tốt nhất từ lượt bay đầu tiên của tàu vũ trụ CoRoT từ  ngày 6 tháng 2 đến ngày 2 tháng 4 năm 2007. Quang trắc tiếp theo với kính viễn vọng 1,0 m của Đài thiên văn Wise và tại Kính viễn vọng Canada–Pháp–Hawaii đã loại bỏ nhiều khả năng dương tính giả đối với tín hiệu quá cảnh. 9 đo đạc vận tốc xuyên tâm của CoRoT-1 được thực hiện tại Đài thiên văn Haute-Provence trong tháng 3-4 và 10 năm 2007 bằng quang phổ kế SOPHIE bậc thang. Dữ liệu vận tốc xuyên tâm phù hợp với đường cong ánh sáng của CoRoT và hỗ trợ bản chất hành tinh của CoRoT-1b cũng như loại bỏ các khả năng khác như sao nền, sao đôi thiên thực đang lướt qua hay hệ sao ba.
Phát hiện được công bố ngày 3 tháng 5 năm 2007 và được nộp để xuất bản ngày 4 tháng 1 năm 2008.

## Đặc điểm
Hành tinh này là một "Sao Mộc nóng", với bán kính khoảng 1,75 lần bán kính Sao Mộc và nặng khoảng 1,23 lần khối lượng Sao Mộc, dựa trên các quan sát từ mặt đất đối với ngôi sao. Kích thước lớn của nó là do mật độ thấp kết hợp với sự đốt nóng mãnh liệt của ngôi sao chủ làm cho các lớp bên ngoài của khí quyển của nó bị phồng lên.

## Quan sát các pha
Tháng 5 năm 2009, CoRoT-1b trở thành ngoại hành tinh đầu tiên mà các quan sát quang phổ (trái với các quan sát hồng ngoại) đã được báo cáo. Các quan sát này cho thấy không có sự truyền nhiệt đáng kể giữa mặt ban đêm và mặt ban ngày của hành tinh này.